# Contrattura
La contrattura è un prestiramento del muscolo con successivo indurimento che avviene in genere poiché l'azione meccanica del muscolo è sfuggita al controllo del sistema nervoso centrale (SNC). Quando si effettua un movimento non programmato, il muscolo meccanicamente risponde ma si indurisce facendo così passare poco sangue. Il neurone non trasmette e le fibre si tirano o si torcono.
È la meno grave tra le lesioni muscolari acute, in quanto non si ha lesione delle fibre muscolari.